# Asplenium boreale
Asplenium boreale är en svartbräkenväxtart som först beskrevs av Jisaburo Ohwi och Satoru Kurata och som fick sitt nu gällande namn av Nakaike.
Asplenium boreale ingår i släktet Asplenium och familjen Aspleniaceae. Inga underarter finns listade i Catalogue of Life.